# Simon Ward
Simon Ward (Beckenham, Nagy-London, 1941. október 16. – Taunton, Somerset, South West England, 2012. július 20.) angol színész. Az 1960-as évek első felében kezdte pályáját mint színpadi színész. A televízióban pályakezdése óta folyamatosan foglalkoztatják. Filmen főleg karakterszerepeket játszik, ismert alakítása volt Buckingham herceg a világsztárokkal készült Richard Lester-kalandfilmekben: A három testőr, avagy a királyné gyémántjai (1973), A négy testőr, avagy a Milady bosszúja (1974). A legendás brit politikust, Winston Churchillt kétszer is eljátszotta: előbb a fiatal férfit egy 1972-es angol–amerikai filmben, majd a kötelességtudó államférfit egy 1994-es török tévésorozatban. Lánya, Sophie Ward szintén színész, együtt játszottak az Üvöltő szelek 1992-ben bemutatott filmváltozatában.
2012. július 22-én, hosszú betegség után hunyt el családja körében.

## Pályafutása
Simon Ward édesapja autókereskedő volt. Simon még gyerekként elhatározta, hogy színész lesz. Az Alleyn's Schoolban tanult, melynek 8 évig volt a diákja. Ezt követően a Royal Academy of Dramatic Arts hallgatójaként ismerkedett a színészi szakma fogásaival. 1963-ban debütált egy northamptoni színházban, a következő évben pedig a londoni közönségnek is bemutatkozott. Legnagyobb színpadi sikerét 1967-ben aratta Joe Orton Szajré (Loot) című drámájában. Ez az alakítása nyitotta meg számára a filmvilág kapuit: jeles rendezőkkel és partnerekkel forgatott, bár igazi sztárszerepet tulajdonképpen sosem játszott. Legjelentősebb filmjei az 1970-es években készültek. Vita tárgyát képezi, hogy Ward valóban szerepelt-e Lindsay Anderson nagy feltűnést keltett Ha… (1968) című drámájában, mely az angol iskolarendszert bírálta Malcolm McDowell főszereplésével. Ami egész biztos, hogy Simon kisebb szerepet alakított a Háromig számolok (1969) című thrillerben, melynek diáklány főszereplője (Jenny Agutter) arra gyanakszik, hogy talán mostohabátyja a környéket rettegésben tartó kéjgyilkos. Ugyanabban az évben készült a horrorfilmjeiről ismert Terence Fisher Frankensteint el kell pusztítani című alkotása is, melyben a műfaj egyik sztárja, Peter Cushing formálta meg Frankensteint, Simon Ward pedig dr. Karl Holst szerepét kapta. Richard Attenborough rendezte A fiatal Churchill (1972) című angol–amerikai filmet, amelyben Ward alakította a címszereplőt olyan színészek partnereként, mint Robert Shaw, Anne Bancroft, John Mills, Ian Holm, Anthony Hopkins és Jack Hawkins. Ugyancsak angol–amerikai koprodukció volt Richard Lester kalandfilmje, az id. Alexandre Dumas népszerű regénye alapján forgatott A három testőr, avagy a királyné gyémántjai (1973), amelyhez egy füst alatt a folytatást is rögtön leforgatták A négy testőr, avagy a Milady bosszúja (1974) címmel. A szereposztás parádés volt: Michael York, Oliver Reed, Frank Finlay, Richard Chamberlain, Raquel Welch, Charlton Heston, Faye Dunaway, Christopher Lee, Geraldine Chaplin, Jean-Pierre Cassel, Roy Kinnear, Michael Gothard, Spike Milligan és Nicole Calfan játszották a fontosabb szerepeket. Ward alakította a brit miniszterelnököt, Buckingham herceget, akinek a francia királyné iránt érzett szerelme számos ármány és cselszövés után tragikus véget ér.
James Herriot könyve alapján készült az Állatorvosi pályám kezdetén (1975) című tévéfilm, melyben Ward a szerzőt játszotta. William Trench szerepét kapta az ugyancsak a televízió számára forgatott A négy toll (1977) című filmben, melyet A. E. W. Mason többször megfilmesített regényéből Don Sharp rendezett. Jól fogadta a kritika és a közönség a Zulu Dawn (1979) című történelmi kalandfilmet, melyben a William Vereker hadnagyot alakító Wardnak Burt Lancaster, Denholm Elliott, Peter Vaughan, Bob Hoskins, Nicholas Clay és Christopher Cazenove voltak a partnerei. Az 1980-as évektől kezdve Simon Ward főleg a televízió számára dolgozott, illetve színpadon játszott. Kései filmjei közül említést érdemel „a női Superman” kalandjait bemutató Supergirl (1984), illetve Emily Brontë regényének sokadik filmváltozata, az Üvöltő szelek (1992). A Supergirlben – melyet Jeannot Szwarc rendezett – egy új felfedezett, Helen Slater játszotta a főszerepet olyan világsztárok oldalán, mint Faye Dunaway, Peter O’Toole és Mia Farrow. Simon Ward Zor-Elt formálta meg, ám a produkció a nagy nevek ellenére megbukott. Az Üvöltő szelek főszerepeit Ralph Fiennes és Juliette Binoche alakították. Ward játszotta Mr. Lintont, filmbeli lánya, Isabella szerepében pedig igazi lányát, Sophie Wardot láthatták a nézők.
1995. február 17-én mutatta be a londoni Albery Theatre Simon Gray Cell Mates című darabját a szerző rendezésében. A Financial Timesban megjelent negatív kritika hatására a főszereplő Stephen Fry három előadás után elhagyta a produkciót. A rossz lelkiállapotban lévő művész a nyilvánosság elől Belgiumba távozott, ahol állítólag az öngyilkosság gondolatával foglalkozott. Szerepét Simon Ward vette át, de a beugrás sem mentette meg a darabot, amely alig egy hónappal a premier után, 1995. március 25-én lekerült a műsorról.

## Ismertebb filmjei
- 2009-2010 Tudorok (tévésorozat)
- 2003–2007 John Deed bíró esetei (Judge John Deed) (tévésorozat, 19 epizódban)
- 2006 Heartbeat (tévésorozat, a Kith and Kin című epizódban)
- 2005 Family Affairs (tévésorozat, 3 epizódban)
- 2000 Atrapa-la (tévéfilm)
- 1999 Real Women II (tévéfilm)
- 1996 Challenge (tévéfilm) (mint narrátor)
- 1995 Ruth Rendell Mysteries (tévésorozat, a The Strawberry Tree című epizódban)
- 1994 Kurtulus (tévésorozat)
- 1992 Üvöltő szelek (Wuthering Heights)
- 1992 Double X: The Name of the Game
- 1992 Lovejoy (tévésorozat, a Highland Fling: Part 1 és a Highland Fling: Part 2 című epizódokban)
- 1989 80 nap alatt a Föld körül (Around the World in 80 Days) (tévésorozat)
- 1988 A Taste for Death (tévésorozat, 4 epizódban)
- 1986 Leave All Fair
- 1985 Korzikai testvérek (The Corsican Brothers) (tévéfilm)
- 1984 Allô Béatrice (tévésorozat, az Agnès et ses papas című epizódban)
- 1984 Supergirl
- 1984 L’Étincelle
- 1982 An Inspector Calls (tévésorozat)
- 1981 Diamonds (tévésorozat)
- 1980 The Rear Column (tévéfilm)
- 1980 The Monster Club
- 1979 La Sabina
- 1979 The Last Giraffe (tévéfilm)
- 1979 Zulu Dawn
- 1978 Dominique
- 1977 Die Standarte
- 1977 Holocaust 2000
- 1977 A négy toll (The Four Feathers) (tévéfilm)
- 1976 Aces High
- 1975 Valley Forge (tévéfilm)
- 1975 Children of Rage
- 1975 Állatorvosi pályám kezdetén (All Creatures Great and Small) (tévéfilm)
- 1975 BBC2 Playhouse (tévésorozat, a The Breakthrough című epizódban)
- 1974 A négy testőr, avagy a Milady bosszúja (The Four Musketeers)
- 1974 Deadly Strangers
- 1973 A három testőr, avagy a királyné gyémántjai (The Three Musketeers)
- 1973 Great Mysteries (tévésorozat, a The Leather Funnel című epizódban)
- 1973 Hitler: The Last Ten Days
- 1973 Dracula (tévéfilm)
- 1972 A fiatal Churchill (Young Winston)
- 1972 No Exit (tévésorozat, az A Man's Fair Share of Days című epizódban)
- 1971 Harc a szerelemért (Quest for Love)
- 1970 Roads to Freedom (tévésorozat, a The Reprieve: Part 2 és a The Reprieve: Part 3 című epizódokban)
- 1970 The Black Tulip (tévésorozat)
- 1970 The Misfit (tévésorozat, az On Being British című epizódban)
- 1969 Frankensteint el kell pusztítani (Frankenstein Must Be Destroyed)
- 1969 Háromig számolok (I Start Counting)
- 1968 Ha… (If…) (nem szerepel a stáblistán)
- 1967–1968 Jackanory (tévésorozat, 6 epizódban)
- 1966–1968 The Wednesday Play (tévésorozat, a Spoiled és a Calf Love című epizódokban)
- 1966 The Son (tévéfilm)
- 1966 The World of Wooster (tévésorozat, a Jeeves and the Delayed Exit of Claude and Eustice című epizódban)
- 1964 Theatre 625 (tévésorozat, a Carried by Storm című epizódban)

## Díjak és jelölések
Golden Globe-díj
- 1973 jelölés A fiatal Churchill (legígéretesebb új férfi színész)

BAFTA-díj
- 1973 jelölés A fiatal Churchill (legígéretesebb új férfi színész főszerepben)

Evening Standard British Film Awards
- 1974 díj A legígéretesebb új férfi színész